# Amstelveen
Amstelveen (/ˌɑmstəlˈveːn/ ) est commune néerlandaise située en province de Hollande-Septentrionale. Faisant partie de l'agglomération d'Amsterdam, elle compte 90 746 habitants lors du recensement de 2021.
Située immédiatement au sud de la commune d'Amsterdam, Amstelveen est constituée des anciens villages ou districts de Bovenkerk, de Nes-sur-l'Amstel et d'Ouderkerk-sur-l'Amstel. Elle est bordée par l'Amstel — qui lui donne son nom — à l'est et le bois d'Amsterdam, dont elle couvre la plus grande partie, à l'ouest. Amstelveen est reliée à la capitale par les lignes 5 et 6 du tramway d'Amsterdam.

## Histoire

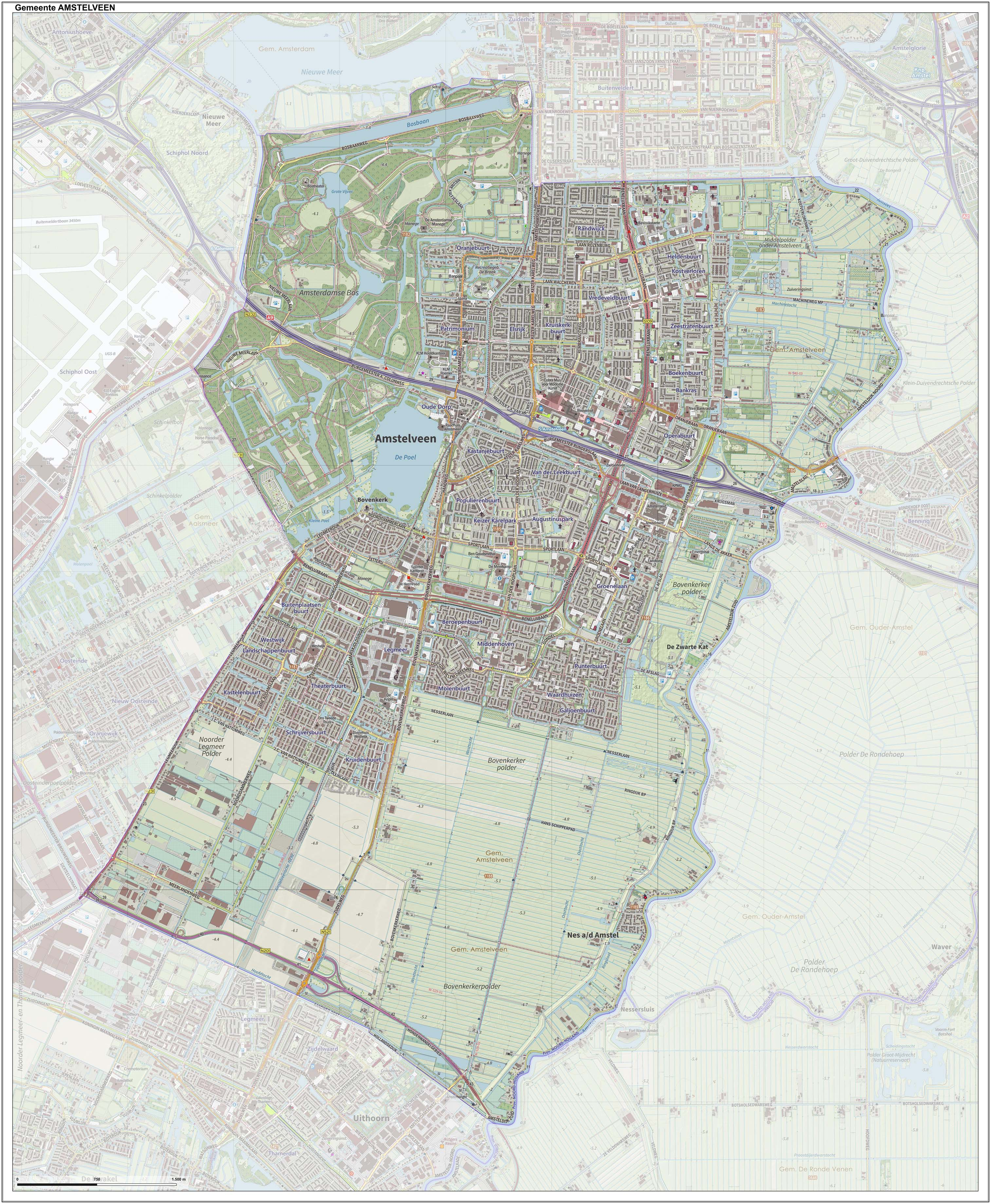
Carte topographique de la commune d'Amstelveen (2019), avec la partie du bois d'Amsterdam qu'elle comprend au nord-ouest.

Nommée Nieuwer-Amstel (« Nouvel-Amstel ») jusqu'en 1964, la commune voît sa croissance démographique exploser après la Seconde Guerre mondiale.
En 1971, elle inaugure le nouveau siège social de la KLM, opérant depuis l'aéroport d'Amsterdam-Schiphol, voisin à l'ouest, dans la commune de Haarlemmermeer. D'autres sièges sociaux d'importance à Amstelveen incluent Swiss Life et KPMG. Le musée Cobra, établi pour exposer des œuvres affiliées au mouvement Cobra, ouvre ses portes en 1995 dans le centre-ville.

## Géographie

### Transports
La commune d'Amstelveen couvre une superficie de 44,08 km2 dont 2,95 km2 d'eau. Elle est desservie par l'autoroute A9, reliant Diemen et Alkmaar. Un projet d'enfouissement de l'autoroute à hauteur du centre-ville est approuvé par la Rijkswaterstaat. Il doit être réalisé d'ici 2026.

## Politique et administration
Amstelveen est historiquement un bastion du Parti populaire pour la liberté et la démocratie (VVD), qui remporte les élections municipales sans exception depuis 1982.

### Liste des bourgmestres successifs
| Portrait                                       | Identité                                                                         | Période          | Période           | Durée                     | Étiquette                                        |
| Portrait                                       | Identité                                                                         | Début            | Fin               | Durée                     | Étiquette                                        |
| ---------------------------------------------- | -------------------------------------------------------------------------------- | ---------------- | ----------------- | ------------------------- | ------------------------------------------------ |
| Dirk Rijnders                                  | Dirk Rijnders (en) (8 mars 1909 - 7 novembre 2006)                               | 1955             | 1971              | 16 ans                    | Union chrétienne historique                      |
| Pieter Beelaerts van Blokland le 16 juin 1981. | Pieter Beelaerts van Blokland (8 décembre 1932 - 22 septembre 2021)              | 1971             | 1977              | 6 ans                     | Union chrétienne historique                      |
| Wilhelm Herman Daniël Quarles van Ufford       | Wilhelm Herman Daniël Quarles van Ufford (d) (4 janvier 1929 - 17 décembre 2017) | 1978             | 1984              | 6 ans                     | Parti populaire pour la liberté et la démocratie |
| Otto van Diepen                                | Otto van Diepen (d) (28 août 1932 - 1er février 2016)                            | 1984             | 1997              | 13 ans                    | Parti populaire pour la liberté et la démocratie |
| Harry Kamphuis                                 | Harry Kamphuis (d) (9 février 1943 - 1er août 2022)                              | 1997             | 2005              | 8 ans                     | Parti populaire pour la liberté et la démocratie |
| Jan van Zanen                                  | Jan van Zanen (né le 4 septembre 1961)                                           | 2005             | 31 décembre 2013  | 8 ans                     | Parti populaire pour la liberté et la démocratie |
| Fred de Graaf                                  | Par intérim : Fred de Graaf (né le 28 février 1950)                              | 1er janvier 2014 | 2 juillet 2014    | 6 mois et 1 jour          | Parti populaire pour la liberté et la démocratie |
| Mirjam van 't Veld                             | Mirjam van 't Veld (d) (née le 5 avril 1970)                                     | 3 juillet 2014   | 30 septembre 2017 | 3 ans, 2 mois et 27 jours | Appel chrétien-démocrate                         |
| Bas Eenhoorn, 29 janvier 2015.                 | Par intérim : Bas Eenhoorn (en) (né le 14 septembre 1946)                        | 1er octobre 2017 | 27 mai 2019       | 1 an, 7 mois et 26 jours  | Parti populaire pour la liberté et la démocratie |
| Tjapko Poppens, 28 mai 2019.                   | Tjapko Poppens (en) (né le 31 juillet 1970)                                      | 28 mai 2019      | En cours          | 6 ans, 2 mois et 19 jours | Parti populaire pour la liberté et la démocratie |

### Jumelages
| Ville | Ville                                  | Pays | Pays        | Période   |
| ----- | -------------------------------------- | ---- | ----------- | --------- |
|       | 3e arrondissement de Budapest          |      | Hongrie     | 2009-2019 |
|       | arrondissement de Tempelhof-Schöneberg |      | Allemagne   |           |
|       | Villa El Salvador                      |      | Pérou       |           |
|       | Woking                                 |      | Royaume-Uni |           |

## Personnalités liées à Amstelveen
Sont liées à Amstelveen les personnalités suivantes :
- Johanna Westerdijk, née le 4 janvier 1883 à Amstelveen (alors Nieuwer-Amstel) et morte le 15 novembre 1961, botaniste ;
- Peter R. de Vries, né le 14 novembre 1956 et mort le 15 juillet 2021, journaliste d'investigation ;
- Jolanda de Rover, née le 10 octobre 1963, championne olympique de natation ;
- Famke Janssen, née le 5 novembre 1964 à Amstelveen, mannequin et actrice, connue pour ses rôles dans le film GoldenEye et les sagas Taken et X-Men ;
- Michael Reiziger, né le 3 mai 1973 à Amstelveen, footballeur ;
- Mara van Vlijmen, née le 15 février 1979 à Amstelveen, actrice ;
- Kimberley Klaver, née le 20 décembre 1985 à Amstelveen, disc jockey et actrice ;
- Martin Garrix, né le 14 mai 1996 à Amstelveen, disc jockey et producteur de musique électronique.